# El Paraíso (El Paraíso)
El Paraíso est une municipalité du Honduras, située dans le département de El Paraíso. Elle a eu son titre de municipalité en  1874. La municipalité d'El Paraíso comprend 13 villages et 118 hameaux.

## Source de la traduction
- (en) Cet article est partiellement ou en totalité issu de l’article de Wikipédia en anglais intitulé « El Paraíso, El Paraíso » (voir la liste des auteurs).